# Igreja de Nossa Senhora da Lapa
A Igreja de Nossa Senhora da Lapa, ou Igreja da Lapa, localiza-se na rua da Lapa, junto à Cooperativa Agrícola, na cidade e no município de Vila do Conde, Distrito do Porto, em Portugal.

## História
Data do século XVIII, e constitui-se num dos principais monumentos da cidade pela sua vistosa fachada ladeada por duas óptimas torres; já o interior é bastante simples.
Antecedentes - Em 1548, no começo poente da actual rua da Lapa, construiu-se a Capela de São Sebastião. Na década seguinte, já está documentada, na entrada nascente do concelho, a existência da Capela de São Bartolomeu, antepassada da Igreja da Lapa. Desde 1258, uma centena de metros para norte dela, assinala-se a forca de Vila do Conde, que foi reconstruída em 1502. Em começos do século XVIII, conhece-se na capela de São Bartolomeu a devoção a Nossa Senhora da Lapa, mas a actual igreja deve-se à pregação do padre brasileiro Ângelo Ribeiro Sequeira, que esteve em Vila do Conde em 1756 ou 1757.
A construção - Data de Março de 1758 a escritura da entrega da obra desta igreja; é provável contudo que o projecto inicial tenha sido alterado e ampliado. Sabendo-se a semelhança do frontão da Igreja de Nossa Senhora da Lapa de Vila do Conde com o da igreja correspondente do Porto, cuja planta data também de 1758, é legítimo perguntar qual será anterior. Mas, depois daquela, a Igreja de Nossa Senhora da Lapa é a mais vistosa das várias que então se construíram dedicadas à mesma invocação. 
No interior, a igreja possui uma muito bela talha neoclássica, datável de finais do século da sua construção. O principal arquitecto dela parece ser o da homónima do Porto, José de Figueiredo Seixas.